# Sandringham (Terranova y Labrador)
Sandringham es un pueblo canadiense situado en la provincia de Terranova y Labrador.

## Superficie
Sandringham tiene una superficie de 9,57 km².

## Demografía
En 2021, tenía 205 habitantes, una densidad poblacional de 21,4 hab./km², y 120 viviendas.